# District de Yuanba
Le district de Zhaohua (昭化区 ; pinyin : Zhàohuà Qū) est une subdivision administrative de la province du Sichuan en Chine. Il est placé sous la juridiction de la ville-préfecture de Guangyuan.

## Localités du district
- Meishuxiang (梅树乡)